# Paradisio (groupe)
 (janvier 2010).
Si vous disposez d'ouvrages ou d'articles de référence ou si vous connaissez des sites web de qualité traitant du thème abordé ici, merci de compléter l'article en donnant les références utiles à sa vérifiabilité et en les liant à la section « Notes et références ».
Pour le parc animalier, voir Pairi Daiza.
Paradisio est un groupe belge d'eurodance, formé en 1994.
Son single Bailando a été un tube mondial, se classant parmi les meilleurs ventes dans 92 pays en 1996, particulièrement en Belgique, en Finlande, en Italie, au Danemark, en Norvège, en Suède et en France, ainsi qu’au Mexique, en Colombie, aux États-Unis, en Argentine et en Russie.

## Historique
À la fin des années 1990, Paradisio se produit sur scène, dans les discothèques de nombreux pays.
En 2009, le groupe avec Shelby Diaz ressort un remix de Bailando avec un changement au niveau des paroles. Ainsi le nouveau single est baptisé Bailando Me Dices Adios.
En 2011, Paradisio est de retour sur scène pour La Tournée Des Années 1990 et font tous les zénith de France avec Génération Dance Machine. Ils vont de pays en pays parallèlement à la tournée.
En 2015, après avoir donné naissance à son premier enfant, Shelby Diaz fait son retour dans le groupe Paradisio jusqu'au mois d'octobre 2017.

## Membres et anciens membres
- Patrick Samoy (compositeur, auteur et producteur) 1994 à ce jour
- María Isabel García Asensio (Auteur-Interprète) 1995-1998
- Luc Rigaux (coproducteur) 1995-1998
- Sandra Degregorio (chanteuse) 1999-2002 -  Back in PARADISIO in 2025
- María Del Río (chanteuse) 2002-2003
- Shelby Diaz (Auteur compositeur interprète) 2008-2013 et 2015-2017
- Irina Sanchez  (Interim) 2018
- Christina Sorce (Intérim) 2018
- Raquel Rodriguez 2019 - 2023
- 2024 (Interim)
- 2025 Sandra De Gregorio

## Discographie

### Albums studio
| Paradisio                                 | - Sortie : 1997 - Label : Arcade Music Company - Formats : CD, LP | 18 | 54 |
| "—" signifie que l'album n'est pas classé |                                                                   |    |    |

### Singles
| 1995                                        | Un Clima Ideal                                   | 42 | 17 | — | —  | — | —  | —  | — | —  |                                               | Single seulement  |
| 1996                                        | Bailando                                         | 2  | 8  | 1 | 4  | 1 | 25 | 1  | 1 | 1  | - Norvège : 2 × Platine - Suède : 3 × Platine | Paradisio         |
| 1996                                        | Bandolero                                        | 19 | 21 | — | 92 | — | —  | 11 | — | —  |                                               | Paradisio         |
| 1997                                        | Vamos a la Discoteca                             | 20 | 18 | — | 18 | 3 | —  | 9  | 6 | 3  |                                               | Paradisio         |
| 1997                                        | Dime Como                                        | —  | —  | — | —  | — | —  | —  | — | 36 |                                               | Paradisio         |
| 1998                                        | Paseo                                            | —  | —  | — | —  | — | —  | —  | — | 51 |                                               | Paradisio         |
| 1999                                        | Samba Del Diablo                                 | —  | —  | — | —  | — | —  | —  | — | —  |                                               | Singles seulement |
| 2000                                        | La Propaganda                                    | —  | —  | — | —  | — | —  | —  | — | —  |                                               | Singles seulement |
| 2001                                        | Vamos a la Discoteca 2001 (featuring Alexandria) | —  | —  | — | —  | — | —  | —  | — | —  |                                               | Singles seulement |
| 2003                                        | Luz de la Luna                                   | —  | —  | — | —  | — | —  | —  | — | —  |                                               | Singles seulement |
| "—" signifie que le single n'est pas classé |                                                  |    |    |   |    |   |    |    |   |    |                                               |                   |